# Limestone (Oklahoma)
Limestone es un lugar designado por el censo ubicado en el condado de Rogers en el estado estadounidense de Oklahoma. En el Censo de 2010 tenía una población de 629 habitantes y una densidad poblacional de 124,31 personas por km².

## Geografía
Limestone se encuentra ubicado en las coordenadas 36°18′52″N 95°44′52″O / 36.31444, -95.74778. Según la Oficina del Censo de los Estados Unidos, Limestone tiene una superficie total de 8.14 km², de la cual 8.14 km² corresponden a tierra firme y (0%) 0 km² es agua.

## Demografía
Según el censo de 2010, había 629 personas residiendo en Limestone. La densidad de población era de 124,31 hab./km². De los 629 habitantes, Limestone estaba compuesto por el 76.47% blancos, el 0.16% eran afroamericanos, el 6.68% eran amerindios, el 3.34% eran asiáticos, el 0.16% eran isleños del Pacífico, el 0% eran de otras razas y el 13.2% pertenecían a dos o más razas. Del total de la población el 0.95% eran hispanos o latinos de cualquier raza.